# Germanium
Germanium er det 32. grundstof i det periodiske system, og har det kemiske symbol Ge. Det er et skinnende, hårdt, gråhvidt halvmetal som står i gruppe 14, og har en del ligheder med dets to gruppenaboer tin og silicium. Germanium har fem naturligt forekommende isotoper med atommasser fra 70 til 76. Germanium indgår i et stort antal organometaliske forbindelser, bl.a. tetraethylgerman og isobutylgerman.
Germanium er relativt udbredt i jordens skorpe, men i forhold til udbredelsen blev germanium opdaget sent, hvilket skyldes, at der kun findes få mineraler hvor det indgår i større koncentrationer. Dmitrij Mendelejev postulerede i 1869 germaniums eksistens, samt nogen af dets egenskaber, baseret på positionen i Mendelejevs periodiske system. Han kaldte grundstoffet eka-silicium. Næsten to årtier senere, i 1886, fandt tyskeren Clemens Winkler germanium i mineralet argyrodit (germanium(IV)octasølv(I)sulfid, Ag8GeS6). Winklers eksperimentelle undersøgelser af det nye grundstof var i overensstemmelse med Mendelejevs forudsigelser. Winkler opkaldte det nye grundstof efter sit hjemland, Tyskland.
Germanium er et vigtigt halvledermateriale som bruges i transistorer og andet elektronik. Dets største brug er til optiske fibre og infrarød optik, og har også fundet anvendelsen til katalysatorer til polymerisering. Germanium udvindes primært fra sphalerit-malme (zink(II)sulfid, ZnS), men fås også fra sølv-, bly, og kobbermalme. Visse germaniumforbindelser kan irritere øjnene, huden, lungerne og halsen.
I 2014 blev det rapporteret at det er muligt at lave et-atomige lag af germanium kaldet germanen, der har nogle af de samme egenskaber som grafen.

## Historie
Dmitrij Mendelejev postulerede i sin rapport Den periodiske lov over kemiske grundstoffer fra 1869, eksistensen af adskillige ukendte grundstoffer, heriblandt et grundstof mellem silicium og tin i det periodiske system, som han kaldte Eka-silicium (Es) efter dets placering. Han postulerede at det havde en atomvægt på 72.
I 1886 i en mine nær Freiberg, Sachsen blev et nyt mineral opdaget, som blev kaldt argyrodit pga. dets høje sølvindhold. Clemens Winkler undersøgte mineralet i 1886 og det lykkedes ham at isolere et nyt grundstof med egenskaber som var beslægtet med antimon. Før Winkler offentliggjorde sine resultater, var det hans tanke, at kalde dette nye grundstof for neptunium, fordi opdagelsen af planeten Neptun i 1846 var sket vha. matematisk forudsigelse (beregning). Men, neptunium var allerede givet til et andet grundstof (dog ikke det grundstof som i dag bærer navnet neptunium som blev opdaget i 1940), og i stedet kaldte Winkler det nye grundstof for germanium (fra latin Germania: Tyskland) til ære for sit fædreland. Da grundstoffet har visse ligheder med arsen og antimon var germaniums placering i det periodiske system til diskussion, men lighederne mellem Mendelejevs Eka-silicium og germanium afgjorde dets placering. Fra yderligere 500 kg malm fra minen i Sachsen kunne Winkler i 1887 bekræfte de kemiske egenskaber af det nye grundstof. Han bestemte også atomvægten til 72,32 ved at analysere rent germaniumtetrachlorid, GeCl4. 
Derudover syntetiserede Winkler adskillige nye forbindelser af germanium, bl.a. fluoridet, chloridet, sulfidet, germaniumdioxid (GeO2), og tetraethylgerman (Ge(C2H5)4) den første organogerman-forbindelse. De fysiske data for disse forbindelser var i overensstemmelse med Mendelejevs postulater og var en vigtig bekræftelse for Mendelejevs forslag til opstilling af grundstofferne efter egenskaber. Tabellen herunder sammenligner Mendelejevs postulater og Winklers data:
| Egenskab                    | Eka-silicium      | Germanium         |
| --------------------------- | ----------------- | ----------------- |
| Atommasse                   | 72                | 72,59             |
| Densitet (g/cm3)            | 5,5               | 5,35              |
| Smeltepunkt (°C)            | højt              | 947               |
| Farve                       | grå               | grå               |
| Oxidets type                | refractory dioxid | refractory dioxid |
| Oxidets densitet (g/cm3)    | 4,7               | 4,7               |
| Oxidets aktivitet           | svagt basisk      | svagt basisk      |
| Chloridets kogepunkt (°C)   | under 100         | 86 (GeCl4)        |
| Chloridets densitet (g/cm3) | 1,9               | 1,9               |

Indtil slutningen af 1930'erne troede man, at germanium var en dårlig elektrisk leder. Men i 1941, under 2. verdenskrig, begyndte germaniumdioder at fortrænge elektronrør i elektronik. Dets første store brug var i Schottky-dioden som blev brugt til radarmodtagelse under 2. verdenskrig. Først efter 2. verdenskrig blev germanium økonomisk vigtig, da dets egenskaber som halvleder blev anerkendt som værdifuld til elektronik. Den første siliciumgermanium legering blev lavet i 1955. Før 1945 blev der kun udvundet et par hundrede kilo af grundstoffet om året, men i slutningen af 1950 var den årlige udvinding på verdensplan 40 ton.
Med udviklingen af germaniumtransistoren i 1948 blev døren åbnet til talrige applikationer indenfor solid-stateelektronik. Fra 1950 og indtil begyndelsen af 1970'erne var der et stigende marked for germanium, men derefter begyndte ultrarent silicium langsomt at overtage germaniums rolle indenfor transistorer, dioder og ensrettere. Silicium har fremragende elektroniske egenskaber, men det kræver at det er ultrarent, og dette var ikke økonomisk rentabelt før 1970'erne.
I den efterfølgende periode er efterspørgslen på germanium steget markant, bl.a. til lysledere, infrarøde night vision-systemer, samt til katalysatorer tilpolymerisering. Disse udgjorde i år 2000 85% af forbruget af germanium. Germanium adskiller sig fra silicium i tilgængeligheden, hvor forsyningen af silicium kun er begrænset af produktionskapaciteten, er germanium begrænset af de tilgængelige kilder. Dette afspejles af prisen, i 1998 kunne silicium købes for mindre end $10 per k, i forhold til at 1 kg germanium kostede næsten $800.

## Karakteristiske træk
Ved standardbetingelser er germanium et skørt, sølv-hvidt, halvleder grundstof. Denne form er en af flere allotrope former, og kaldes α-germanium, som har et metallisk skær og  samme struktur som diamant. Ved tryk på over 120 kbar eksisterer germanium med en anden allotrop-form kendt som β-germanium, som har samme struktur som β-tin. Sammen med silicium, gallium, bismuth, antimon og vand er det er af de få stoffer som udvider sig når det størkner fra dets smeltede tilstand.
Zonesmeltningsteknikker kan udføres så fremdeles at der kan fremstilles krystallinsk germanium til halvledere som kun har én urenhed pr. 1010 germaniumatomer, hvilket gør det til et af de reneste materialer som nogensinde er fremstillet. Det første metalliske materiale som blev opdaget som værende en superleder i et ekstremt stærkt elektromagnetisk felt var en legering af germanium med uran og rhodium.

### Kemi
Ved 250 °C oxideres rent germanium langsomt til germaniumdioxid, GeO2. Germanium er uopløselig i fortyndede syrer og baser, men opløses langsomt i koncentreret svovlsyre og reagerer voldsomt med smeltet alkali hvorved dannes germanater ([GeO3]2−). Det mest almindelige oxidationstrin er +4, men der kendes også en del forbindelser i oxidationstrinet +2. Andre oxidationstrin er sjældne, som fx +3, som kun kendes i forbindelser som Ge2Cl6, samt blandede oxidationstrin, +3 og +1, som er observeret på overfladen af oxider, eller negative oxidationstrin i germaner, såsom -4 i german, GeH4. Germaniumklusteranioner (zintlioner) som fx Ge42−, Ge94−, Ge92−, [(Ge9)2]6− er blevet lavet, Germaniums oxidationstrin i disse ioner er ikke heltallige, hvilket er analogt til ozonid O3−.
Der kendes to oxider af germanium: germaniumdioxid, GeO2 og germaniumoxid, GeO. Dioxidet, GeO2, kan dannes ved kraftig opvarmning af germaniumsulfid, GeS2, og er et hvidt pulver som er tungtopløseligt i vand. Det reagerer med baser hvorved dannes germanater. Monoxidet, GeO, kan dannes ved at lade GeO2 reagere med germanium ved høj temperatur. Dioxidet (og beslægtede oxider og germanater) har den usædvanlige egenskab, at de har et højt refraktivt indeks for synligt lys, men er transparente overfor infrarødt lys.

## Fodnoter
1. ↑  Fra græsk, argyrodite som betyder sølvindholdende.[3]
2. ↑  Ligesom eksistensen af det nye grundstof var forudsagt, var eksistensen af planeten Neptun blevet forudsagt omkring 1843 af matematikerne John Couch Adams og Urbain Le Verrier udfra det faktum at uranus blev skubbet en anelse i sit kredsløb.[6] James Challis begyndte at lede efter planeten i juli 1846, og opdagede den, den 23. september 1846.[7]
3. ↑  R. Hermann publicerede i 1877 opdagelsen af et nyt grundstof beliggende under tantal i det periodiske system, som han kaldte neptunium.[8][9] Men dette blev senere forkastet som en blanding af niob og tantal.[10] Navnet neptunium blev senere givet til det syntetiske grundstof efter uran opdaget i 1940.[11]